# Scolopia mundii
Scolopia mundii är en videväxtart som först beskrevs av Christian Friedrich Frederik Ecklon och Zeyh., och fick sitt nu gällande namn av Otto Warburg. Scolopia mundii ingår i släktet Scolopia och familjen videväxter. Inga underarter finns listade i Catalogue of Life.

## Bildgalleri

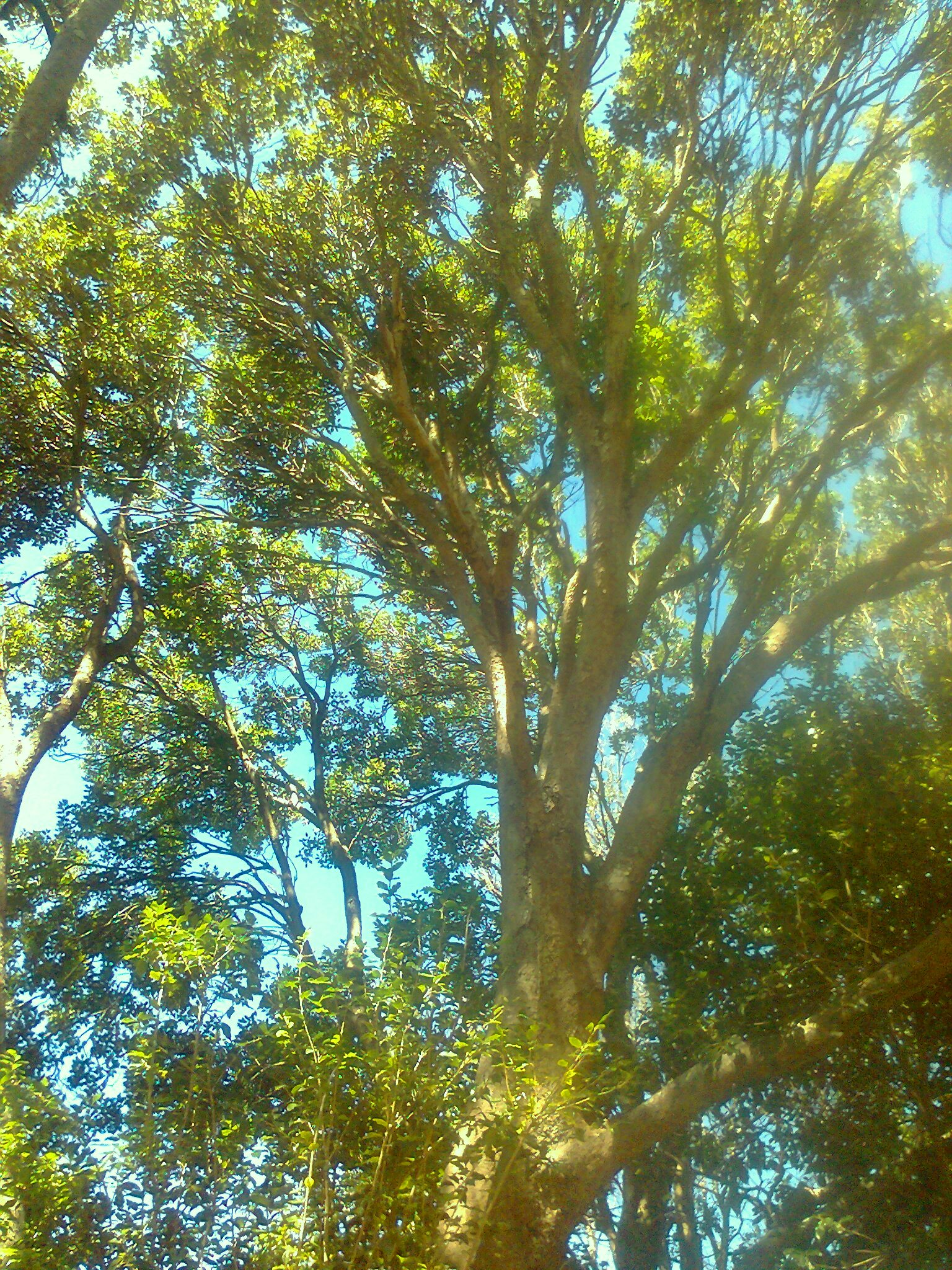